# Pöjulu
Le pöjulu (ou pajulu, fadjulu, fadjelu, autonyme, kútúk nà pö ̀ɟúlù) est une langue nilo-saharienne de la branche des langues nilotiques orientales parlée dans le Sud du Soudan du Sud, ainsi qu'en République démocratique du Congo.

## Classification
Le pöjulu est une langue nilo-saharienne classée dans le sous-groupe nilotique oriental, rattaché aux langues soudaniques orientales.

Le pöjulu est une des langues bari avec le bari, le kakwa ainsi que le mandari, le nyangwara, le ngyepu et le kuku. Voßen traite ces parlers comme des dialectes du bari, mais utilise aussi le terme de langues bari pour les désigner. 

## Phonologie
Les tableaux présentent les voyelles et les consonnes du pöjulu. Le système phonologique est semblable à celui des autres langues bari.

### Voyelles
|         | Antérieure  | Centrale | Postérieure |
| ------- | ----------- | -------- | ----------- |
| Fermée  | i [i] ɪ [ɪ] |          | u [u] ʊ [ʊ] |
| Moyenne | e [e] ɛ [ɛ] | ö [-]    | o [o] ɔ [ɔ] |
| Ouverte |             | a [a]    |             |

### Deux types de voyelles
Le pöjulu, comme toutes les langues bari, différencie les voyelles selon leur lieu d'articulation. Elles sont soit prononcées avec l'avancement de la racine de la langue, soit avec la rétraction de la racine de la langue.

Les voyelles avec avancement de la racine de la langue sont [i], [e], [o], [ö], [u]. 
Les voyelles avec rétraction de la racine de la langue sont [ɪ], [ɛ], [ɔ], [a], [ʊ]. 

### Consonnes
|              |              | Labiales | Alvéolaires | Latérales | Dorsales | Dorsales | Glottales |
| ------------ | ------------ | -------- | ----------- | --------- | -------- | -------- | --------- |
| Palatales    | Vélaires     | Labiales | Alvéolaires | Latérales |          |          | Glottales |
| Occlusives   | Sourde       | p [p]    | t [t]       |           |          | k [k]    | ʔ [ʔ]     |
| Occlusives   | Sonore       | b [b]    | d [d]       |           |          | g [g]    |           |
| Occlusives   | Implosive    | ɓ [ɓ]    | ɗ [ɗ]       |           | ʾy [ʄ]   |          |           |
| Fricative    | Fricative    |          |             | s [s]     |          |          |           |
| Affriquée    | Affriquée    |          |             |           | j [d͡ʒ]   |          |           |
| Nasale       | Nasale       | m [m]    | n [n]       |           | ɲ [ɲ]    | ŋ [ŋ]    |           |
| liquide      | liquide      |          | r [r]       | l [l]     |          |          |           |
| Semi-voyelle | Semi-voyelle | w [w]    |             |           | y [j]    |          |           |

### Une langue tonale
Le pöjulu est langue tonale qui compte quatre tons, haut, bas, moyen et haut-bas.

## Sources
- (en) Rainer Voßen, The Eastern Nilotes. Linguistics and Historical Reconstructions, Berlin, Dietrich Reimer Verlag, coll. « Kölner Beiträge zur Afrikanistik » (no 9), 1982, 512 p. (ISBN 3-496-00698-6)